# Гимнасты СССР
«Гимнасты СССР» — картина Дмитрия Жилинского, изображающая членов сборной СССР по спортивной гимнастике, готовящихся к Олимпийским играм 1964 в Токио в зале ЦСКА на Ленинградском проспекте в Москве. Среди персонажей — спортсмены, завоевавшие первые места на Олимпийских играх, чемпионатах мира и Европы. Создана в 1964—1965 годах. Находится в коллекции Русского музея.
Доктор искусствоведения Виталий Манин подчёркивал мастерство и технику исполнения картины, свободу обращения с локальным цветом и ясность композиции, которые передают «не просто светлое ощущение жизни и частный случайный эпизод, как в фотографии, а выверенный образ времени». Для картины характерны интерес к индивидуальности спортсменов и психологизм. Художник называл полотно самым значительным своим произведением. Картина вызвала большой резонанс в художественной и спортивной среде.
В работе над картиной Жилинский использовал новую для себя и других советских художников его эпохи технику живописи. Её традиции восходят к византийскому и древнерусскому искусству, частично — к произведениям старых европейских мастеров. Картина была представлена на многочисленных всесоюзных, всероссийских и международных выставках. В 1967 году за полотно Жилинский был награждён серебряной медалью Академии художеств СССР.

## История создания картины и её судьба

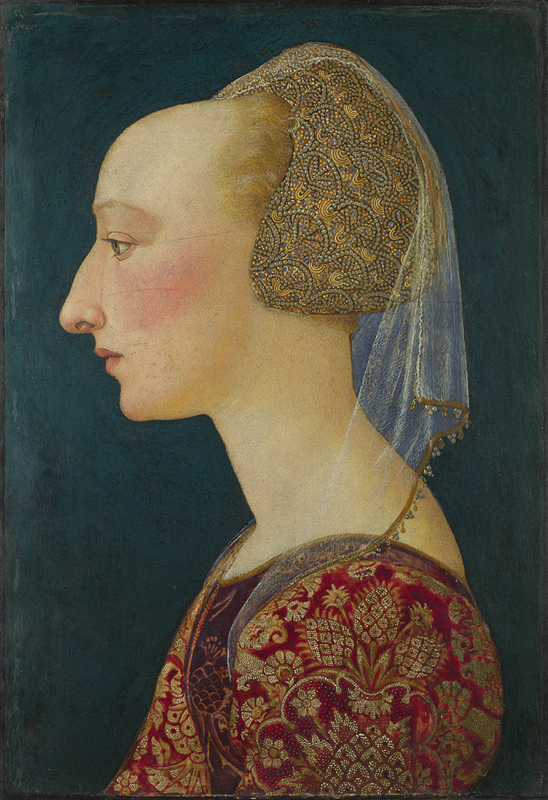
Паоло Уччелло. Портрет женщины в красном, 1460—1470, NG585

В 1961 году Жилинский совершил поездку в Италию, где изучал живопись эпохи Возрождения. Сильное впечатление произвели на него работы Джотто и Паоло Уччелло. В работе над картинами «У моря. Семья» и «Гимнасты СССР» художник впервые использовал новую для себя технику — темперу. Традиции техники темперной живописи по левкасу на древесно-стружечной плите восходят к византийскому и древнерусскому искусству, частично — к произведениям старых европейских мастеров. Техника масляной живописи перестала отвечать намерениям Жилинского. Сам художник вспоминал: «Где-то в начале шестидесятых годов мой друг Альберт Папикян подарил мне темперу, сказав: „По-моему, — это твой материал“». Использовал Дмитрий Жилинский обычно не деревянные доски, а оргалит и древесно-стружечные плиты (более доступные аналоги, обладающие нужной для художника жёсткостью). Перед нанесением левкаса на древесно-стружечную плиту, имеющую неровную поверхность, художник обычно наклеивал на неё ткань. Нанося на картину поливинилацетатную темперу, Жилинский соединял её с желтковой эмульсией для прочности и сохранения насыщенности цвета.

### Возникновение замысла и работа над картиной
В интервью 2011 года художник рассказывал о возникновении замысла:

«Я очень полюбил раннее итальянское искусство, Тициана. Они делали удивительные вещи, независимо от света. Зашёл я в тренировочный зал, свет там с разных сторон, а они в белом, ковёр красный. И я дома сделал эскиз, нарисовал каждого, ни одного этюда с натуры я красками не делал. И уже на основе моей любви к чистому цвету, по рисункам, сделанным с каждого, я скомпоновал. Это моё представление: передать суть, а не видимость. Не то, как это кажется глазу. А почему-то советская власть вначале меня не очень…»— Дмитрий Жилинский. Интервью фонду «Устная история»
Жилинский позже подтверждал, что «написал картину без этюдов, локальными пятнами, но с точным рисунком». Он отрицал, что картина ему была заказана, но отмечал, что при её создании учитывал: «…советская власть любит себя прославлять и иже с ним», поэтому назвал картину «Гимнасты СССР». Также он упоминал, что группа спортсменов была изображена на фоне красного ковра, а красный — цвет Советской власти. Жилинский замечал, однако, что никогда не писал то, что ему не хотелось.
Дмитрий Жилинский вспоминал в другом интервью, что сам когда-то занимался гимнастикой. О создании картины он рассказывал (с сохранением синтаксиса и орфографии оригинала):

«И, значит, решил написать картину „Гимнасты“. Пришёл туда, где они тренируются перед отъездом за границу, а тогда наши гимнасты занимали первые места, они в белом, одеты, спортивные, всё, в зале, ковёр расстелен, там девушки тренируются. И такую группу я увидел, красивая группа. Я вначале хотел написать портрет одного — он был чемпионом Москвы — Кердемелиди, грек по происхождению. Такой красивый, развитый, а я любил развитые. Но потом подумал: что я буду писать одного Кердемелиди? Они все красавцы. И я сделал эту группу, в основном они одетые в спортивной парадной форме, сзади ковёр — девушки там кувыркаются, и преследовал этих гимнастов на всех соревнованиях, рисовал, рисовал, рисовал, рисовал».— Дмитрий Жилинский. Интервью фонду «Устная история»
В другом интервью он говорил, что сопровождал два с половиной года своих героев на соревнованиях и делал это без официального договора. Начав работать над картиной в столице, он приезжал в Сочи к матери. Картина при этом была распилена посередине и уложена в багаж. Приехав, Жилинский раскладывал её части, свинчивал их и продолжал работу.
В интервью 2015 года Дмитрий Жилинский рассказывал, что он, закончив картину, «нахулиганил»: сдвинул мольберт, снял ботинки, намазал их сажей, подтянулся, и на потолке отпечатал их подошву.
В монографии Платона Павлова о творчестве Дмитрия Жилинского представлены репродукции многочисленных карандашных набросков и эскизов к картине, созданных художником: «Эскиз картины „Гимнасты СССР“» (1963), «Эскиз картины „Гимнасты СССР“» (1964), «Эскиз картины „Гимнасты СССР“» (1964), «Картон первого варианта картины „Гимнасты СССР“» (1964), «Голова гимнаста» (1974), «Гимнаст» (1964).

### Картина в собрании Русского музея и на выставках

Картина в Русском музее, 2020

Картина написана темперой и синтетическими смолами по оргалиту. Её размер — 268 × 216 см (в некоторых монографиях и научных статьях указываются другие материалы и размеры, например, в книге Виктории Лебедевой о творчестве четырёх советских художников указаны темпера, оргалит и левкас, а размер — 270 × 215 см).
Жилинский вспоминал, что его за эту работу впервые одобрил Владимир Фаворский, отметивший понимание своим учеником пространства (в этом же интервью он утверждал, что Фаворский одобрил эскиз, а не саму картину). Картину «Гимнасты СССР» приобрёл у художника Художественный фонд СССР, что показалось Жилинскому тогда неожиданным, а у Фонда перекупил полотно директор Русского музея Василий Пушкарёв. Жилинский вспоминал, что его друзья тогда говорили с презрением о картине: «Ну Димка-то, он рисовать может, но живопись его…», а вот «советской власти она понравилась: красавцы стоят, название „Гимнасты СССР“ — на всех выставках международных фигурируют вот эти гимнасты. И я как-то был принят советской властью благодаря гимнастам».
В интервью Жилинский рассказывал, что на выставке в Союзе художников СССР картина была оценена положительно, но даже его друзья не признавали её живописью из-за использования темперы. Картину повесили в отдел графики, только позже — на Всесоюзной выставке — переместили в раздел живописи. Картина сопровождала изображённых на ней гимнастов на Олимпийских играх, на соревнованиях в Японии, США и Канаде. На выставках в Манеже и Академии художеств картина удачно воспринималась зрителями с большого расстояния и привлекала к себе внимание. В 1966 году на Международной биеннале в Венеции картины Жилинского «Гимнасты СССР» и «Портрет В. А. Фаворского» были представлены в экспозиции. В 1967 году картина была награждена серебряной медалью Академии художеств. В 1972 году через Союз художников РСФСР поступила в Русский музей.
В 2011 году картина «Гимнасты СССР» вышла на почтовой марке России номиналом 14 рублей.

## Сюжет картины
Жилинский изобразил членов мужской и женской сборной СССР по спортивной гимнастике, готовящихся к XVIII Олимпийским играм в Токио в гимнастическом зале ЦСКА на Ленинградском проспекте в Москве. В другой интерпретации «Гимнасты СССР» — групповой портрет советских спортсменов, завоевавших в составе команды или в индивидуальном зачёте первые места на Олимпийских играх, первенствах мира и Европы. И. П. Горин считал, что Жилинский изобразил спортсменов накануне тренировки, поэтому они подтянуты и собранны. По мнению Виктории Лебедевой, подвижные девичьи фигурки на заднем плане усиливают статику фигур на переднем плане. Виталий Манин определял сюжет картины как разговор гимнастов с тренерами. Однако он замечал, что сюжет картины никак не проявлен: спортсмены безучастны к происходящему событию. Манин считал, что это первая из композиций Жилинского, где сюжет сводится к групповому портрету.

### Персонажи картины
На дальнем плане Дмитрий Жилинский изобразил гимнасток:
| Персонаж | Изображение                                                 | Расположение                  |
| --- | ----------------------------------------------------------- | ----------------------------- |
| Двукратная олимпийская чемпионка в командном первенстве, пятикратная чемпионка мира Тамара Манина                                                                                          | Тамара Манина, 1964                                         | В центре на заднем плане.     |
| Двукратная олимпийская чемпионка и трёхкратная чемпионка мира Софья Муратова | Софья Муратова на марке 1956 года                           | Рядом с Тамарой Маниной       |
| Трёхкратная олимпийская и двукратная чемпионка мира Полина Астахова | Полина Астахова, 1960                                       | Рядом с Тамарой Маниной.      |
| Девятикратная олимпийская чемпионка, заслуженный мастер спорта СССР, неоднократная чемпионка мира и Европы, СССР в личных и командных соревнованиях Лариса Латынина (на фотографии справа) | Полина Астахова (в центре) и Лариса Латынина (справа), 1964 | Сидит на заднем плане справа. |

В мужской группе на первом плане художник изобразил советских гимнастов. Среди них:
| Персонаж | Изображение                               | Расположение                                 |
| --- | ----------------------------------------- | -------------------------------------------- |
| Семикратный чемпион Олимпийских игр, абсолютный чемпион мира, Европы и СССР Борис Шахлин, спортсмен был прозван «железным Шахлиным» за спортивное мужество и волю к победе. | Борис Шахлин на памятной монете 2014 года | Справа, лицом к зрителю                      |
| Дважды серебряный и бронзовый призёр Олимпийских игр Сергей Диомидов | Сергей Диомидов, 1966                     | У брусьев.                                   |
| Серебряный и бронзовый призёр Олимпийских игр Юрий Цапенко | Юрий Цапенко, 1964                        | Изображён в профиль.                         |
| Призёр Олимпийских игр, чемпионатов мира и Европы Валерий Кердемелиди |                                           | Слева возле гимнастического коня, в профиль. |
| Пятикратный серебряный призёр Олимпийских игр Виктор Лисицкий | Виктор Лисицкий, 1964                     | В центре композиции.                         |
| Чемпион Олимпийских игр, четырёхкратный чемпион мира, восьмикратный чемпион Европы, позже — президент Международной федерации гимнастики Юрий Титов                         | Юрий Титов, 1966                          | Находится за Лисицким (в профиль).           |
| Четырёхкратный олимпийский чемпион, абсолютный чемпион мира, абсолютный чемпион СССР, затем — старший тренер сборной СССР Валентин Муратов                                  | Валентин Муратов, 1955                    | Тренер в синем спортивном костюме.           |
| Заслуженный тренер СССР Сергей Литвинов |                                           | Тренер в красном спортивном костюме.         |

## Картина в оценке искусствоведов, культурологов и зрителей
Анна Дьяконицына сопоставляет две картины Жилинского, созданные в одно и то же время, — «У моря. Семья» (1964) и «Гимнасты СССР» (1964—1965). Первая, по её мнению, — камерная композиция с изображением семьи художника, а вторая — эффектный репрезентативный групповой портрет. Она выделяет в картинах общие черты: пространство их лишено глубины, планы, как аппликация, наложены друг на друга, академичный рисунок не передаёт форсированно объём человеческого тела, как это было в прежних работах Жилинского, велика роль силуэта и локального цвета, заполняющего значительные зоны. И там, и там контрастно сопоставлены алый и сине-зелёный, белый и коричневый, красный и чёрный цвета, которые усиливают воздействие и выделяют разные планы действия. Цвету свойственна материальность, характерная для иконописи.

### Художественные ориентиры Жилинского при создании картины
Мария Шашкина считала, что Жилинский не случайно выбрал для художественного воплощения именно гимнастику. Гимнастика — вид спорта, эстетически богатый, психологически сложный, требующий не только полной самоотдачи, но и напряжённой работы мысли. Художник видел прообразом своих героев идеал античного атлета, красота которого сочетает физическое совершенство с силой духа. Такой замысел напоминал советскому искусствоведу концепцию мастера эпохи Возрождения. По мнению Шашкиной, художник создал идеал для подражания, эталон человеческих достоинств, заключённый в конкретную модель. Обобщённая героизированная трактовка человека соответствовала художественным потребностям своего времени, а вот классическая ориентация, комплекс средств выразительности, жанровая специфика выделяют, с точки зрения искусствоведа, картину среди других произведений этих лет на тему спорта.

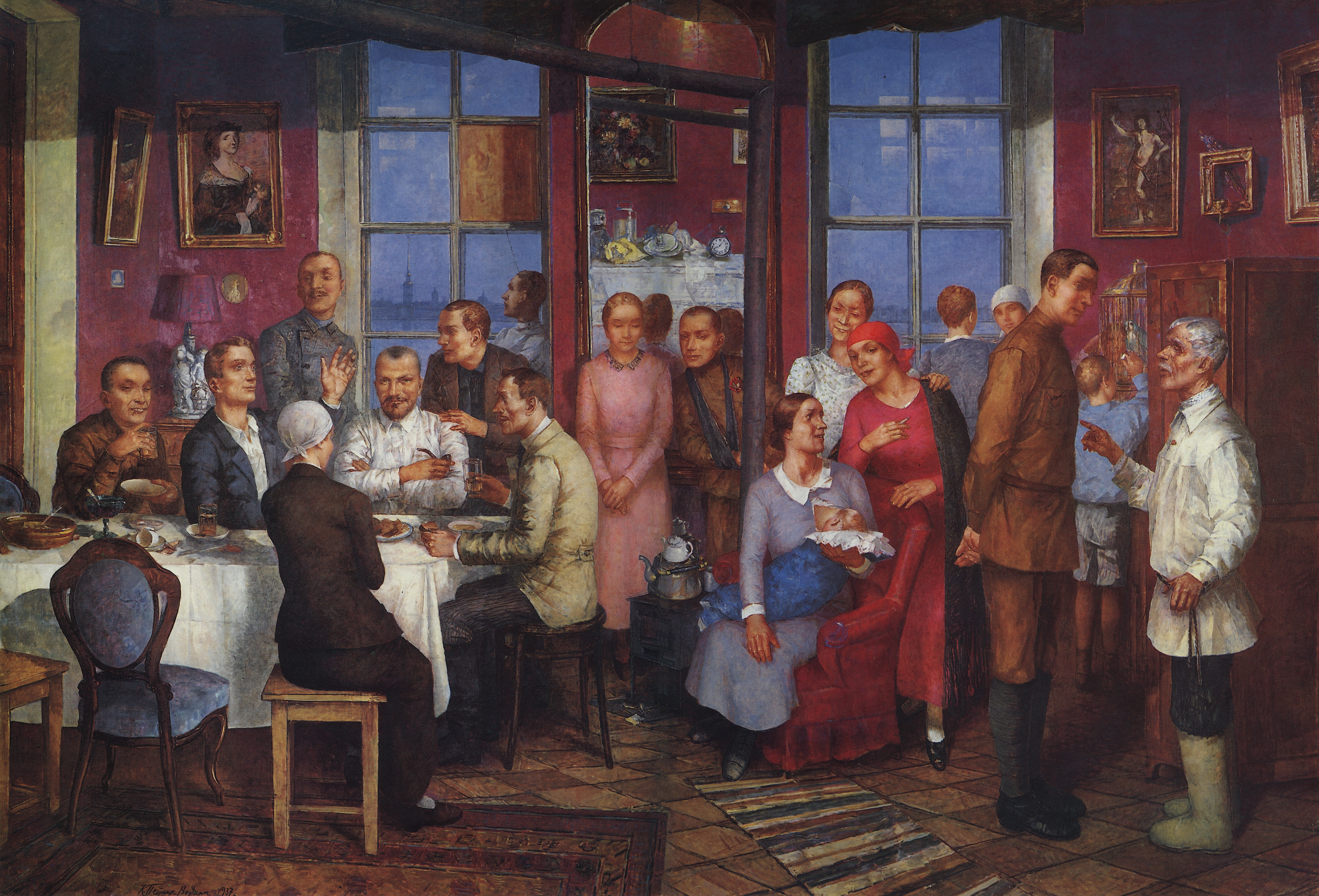
Кузьма Петров-Водкин. Новоселье, 1937

Майк О’Махоуни считал, что стилистика «Гимнастов СССР» насыщена культурными аллюзиями. В технике, использованной в картине, отражён опыт мастеров раннего Возрождения — Яна ван Эйка, Лукаса Кранаха Старшего, Паоло Уччелло, а также пристальное внимание Дмитрия Жилинского к творчеству Андрея Рублёва. Это проявилось в использовании темперы и дерева, а также в демонстрации значительного сдвига масштаба между образами переднего и заднего планов, маленькие и периферийные гимнастки вызывают у зрителя в памяти крохотные фигурки на иконах.
Майк О’Махоуни считал, что художник также использовал мотивы работ, созданных в 1920—1930-е годы Кузьмой Петровым-Водкиным и Александром Самохваловым, а также элементы советского авангарда (Казимир Малевич, Владимир Татлин, Любовь Попова, Варвара Степанова, интерес к творчеству которых возник именно в 60-е годы): геометрические формы, образующие задний план «Гимнастов…», по мнению британского искусствоведа, восходят к принципам супрематизма и конструктивизма. Пунктирную красную линию на первом плане он понимал как цитату из конструктивистских тканей (например, из «Пространственных конструкций» Любови Поповой, 1920).
Кандидат искусствоведения Иван Горин называл «Гимнастов СССР» портретом-картиной и считал, как и Майк О’Махоуни, что её автор обращается к традициям Возрождения. Оттуда он заимствовал характер отношения к искусству живописи и принцип изображения человека, выразившийся в максимальной образности и технической законченности (по мнению Жилинского, с точки зрения советского искусствоведа, произведение искусства должно быть мастерски выполненной «вещью», такое представление характерно и для эпохи Возрождения). Для художника в картине характерны «ясность композиционного строя, чёткость линейных очертаний, выразительность силуэтов, плотность чистых, звучных, великолепно сгармонированных локальных тонов, которые строятся на соотношениях белого, красного и чёрного». Художник любит красоту человеческого тела, его гибкость, подтянутость. Необычна, по мнению Горина, для картины и перспектива. Жилинский обратился в её создании к традициям кватроченто.
Кронид Ческидов отмечал в отношении картины:

«В художественном образе произведения сложно взаимодействуют разные начала, характеризующие советский спорт, — человеческая мощь и артистизм, сосредоточенная мысль и органическое слияние человека с окружающим миром. Каждая конкретная образная задача решается своими пластическими средствами. Их общая гармония и соразмерность составляют одну из сильных сторон произведения».— Кронид Ческидов. Художник и олимпийская Москва
Зинаида Арсеньева описывала картину на выставке 2015 года, находившуюся в экспозиции у входа в анфиладу выставочных залов Корпуса Бенуа Русского музея. Она отмечала, что герои картины «ослепительны, красивы, идеальны, как античные статуи. Кажется, в мире, где они живут, нет ни травм, ни болезней, ни смерти». Арсеньева отрицала проявление в картине «сурового стиля», находя сходство с эстетикой сталинской эпохи, античностью, итальянским Возрождением, классицизмом, ампиром. Заместитель директора Русского музея по научной работе Евгения Петрова писала о минимализме в картине «Гимнасты СССР», присутствии в полотне влияния архитектурной пластики середины 1960-х годов, моды на эстампы и иконопись.

### Образ спортсмена и спорта на картине
Виталий Манин отмечал, что от картины веет спартанским духом. Взгляд Жилинского исходит из среды самих спортсменов, озабоченных предстоящими соревнованиями. Поэтому на первый план вышли человеческие характеристики спортсменов: воля и сосредоточенность. По мнению Марии Шашкиной, Жилинский представил тип спортсмена, совершенного физически и наделённого высокими нравственными качествами.
Майк О’Махоуни отмечал, что гимнасты на картине выглядят как бледные тени. Цвет в группу на первом плане вносят только два тренера, одетые в красный и синий спортивные костюмы. Британский искусствовед указывал, что советским руководством был взят курс на достижение мирового спортивного первенства, поэтому фигура тренера выдвигалась на центральное место в спортивной жизни. На картине изображены сразу три инструктора. По словам О’Махоуни, «они смотрят на спортсменов, словно надсмотрщики на рабов или тюремные сторожа на заключённых, их функция — быть „оком государства“». По мнению британца, идею контроля государства над спортсменами выражает приподнятая точка обзора, благодаря ей взгляду зрителей представлен весь гимнастический зал. Зритель ощущает себя неуютно, словно его застигли за подглядыванием. Этому способствует то, что никаких спортивных упражнений на полотне не изображено. Это О’Махоуни считал «едва ли не самым любопытным в работе Жилинского». Большинство спортсменов на картине ничем не заняты, они либо ждут инструкции, либо погрузились в размышления.
Между изображёнными на картине гимнастами нет взаимодействия, хотя они, благодаря небольшому пространству полотна, находятся близко друг к другу. Позы спортсменов статичны, это противоречит самому духу спортивных соревнований, основанных на энергии и воодушевлении. Гимнасты же Жилинского словно поражены параличом; спортсмен на картине, по мнению О’Махоуни, — «не более чем безымянная шестерёнка в машине советского спорта». На полотне продемонстрирована отчуждённость между самими гимнастами, между гимнастами и тренерами и даже между гимнастами и зрителем. Художник, на взгляд британского искусствоведа, показал «безрадостное восприятие» физкультуры, резко отличающееся от изображения спорта на полотнах сталинской эпохи. По его мнению, Жилинский подчёркивал монотонность, механический характер спортивных занятий, их главную цель — «добычу медалей для нужд государства», он изобразил занятия спортом как явление, наполненное внутренними противоречиями: герои охвачены апатией и скукой.
О’Махоуни связывает такую трактовку спорта художником с тем, что в середине 1960-х годов понимание физкультуры как средства создания нового человека ушло в прошлое. Спорт в СССР, по его мнению, стал средством международной политики, а спортсмены и спортсменки — инструментом для реализации претензии на мировое лидерство. Спортивные победы перестали связываться с идеей строительства коммунизма, они, по словам британца, «заменили собой эту цель».
Кандидат искусствоведения Виктория Лебедева отмечала, что, добросовестно изображая внешний облик гимнастов, Жилинский

«решительно отказался от попытки рассказать о них что-нибудь ещё, кроме того, что они молоды, сильны, что они идеальные „машины для движения“… мы всё знаем о внешней стороне их бытования и ничего об их внутренней жизни».— Виктория Лебедева. Жилинский
По её мнению, Жилинский сознательно избегал психологической характеристики отдельных гимнастов, чтобы передать общую психологическую характеристику: напряжение, собранность, готовность к действию и заряженность на борьбу. Графическое решение полотна дополняет колорит, создавая ощущение напряжения и тревоги: контуры накладываются один на другой, края не сбалансированы, что показывает возможность смены гармонии движением. Лебедева характеризует изображение как остановку перед взрывом.
Платон Павлов считал, что главными целями Жилинского были не парадная репрезентативность и не внешний эффект. По его мнению, художнику важно было показать роль спорта в развитии физической силы и в укреплении физического здоровья, в развитии духовных качеств человека, его воли, силы, смелости, упорства, строгого режима, методичности, сознательного и творческого отношения человека к своему телу. Павлов видел в картине ощущение ясности, бодрости и «ещё какой-то особой, хотелось бы сказать, „стерильности“». По его мнению, на картине изображена «лаборатория рекордов», где нет лишнего, идеальная чистота, люди немногословны и собраны. Лица спортсменов спокойны, их мысли сосредоточены на «субъективной проверке работы сердца, лёгких и нервов». Павлов считал: у каждого из спортсменов на картине есть богатая, разносторонняя внутренняя жизнь, они могут радоваться и огорчаться, любят стихи, слушают музыку.
Сергей Алдонин видел в картине художника Жилинского «символ гармонического развития личности, воспитания коммунистического человека». Он и Арсений Замостьянов утверждали в связи с картиной Жилинского, что «атлеты в белых облегающих костюмах, сосредоточенно, с чёткостью исполняющие сложнейшие элементы на брусьях, кольцах и коне, — это глубоко советское явление, в котором талант сочетается с дисциплиной».

### Композиция картины Жилинского
По мнению Платона Павлова, Дмитрий Жилинский разместил спортсменов так, что они образуют свободную, но одновременно замкнутую группу. В основе её лежит неправильная спираль. Она начинается в центре (в трёх фигурах: спортсмен в белом, стоящий в анфас, персонаж в ярко-красном тренировочном костюме и тренер, который держит в руках записную книжку и авторучку). Далее композиционная спираль идёт сначала влево вверх (направление показывает голова гимнаста, повёрнутая в профиль), а затем — вниз, после этого — направо. Вслед за этим спираль композиции прерывается, на что указывает пунктирная линия на полу. Спираль вновь возникает в фигуре гимнаста, натирающего руки, идёт вправо вверх и заканчивается там, где стоит держащийся за брусья спортсмен. В стороне от него, но на картине из-за смещения перспективы рядом с ним, стоит на руках юная гимнастка. В картине отсутствует симметрия, но присутствует ритмическое чередование движений и поз. Художник в повороте лица, в направлении взгляда выявляет центробежные и центростремительные движения.
Спираль, раскручиваясь и выводя взгляд зрителя за пределы группы на первом плане, всё время возвращает его тем не менее к центру. По мнению Павлова, «такая композиция несёт в себе гармоническое единство противоположных начал: статики и динамики, свободы и ритмичной организации, внутреннего напряжения и непринуждённого покоя». Окончательный вариант композиции картины не во всём соответствовал первоначальному и основному замыслу. Например, спираль, прослеживаемая зрителем в окончательном варианте картины, первоначально не задумывалась художником как основа композиции. Изображая спортсменов, художник собирался использовать другую композиционную схему.
Мария Шашкина не разделяла цвет, композицию и пространство в своём анализе картины. Композиция сложна, но строго уравновешена, цветовая гамма локальна и ограничена всего несколькими цветами, пространство развёрнуто по вертикали. Фигуры первого плана носят с одной стороны портретный характер, с другой стороны — обобщённый. Дальний план служит контрапунктом и существует по собственным образно-пластическим законам. В нём присутствует действие, есть жанрово-сюжетное начало. Уходящий вдаль и вверх красный ковёр, по мнению Шашкиной, символически и в реальности объединяет оба плана. Этот насыщенный яркий фон несёт в себе значение красного знамени (страны, которую представляют гимнасты). Шашкина сравнила картину с музыкальным произведением. По её мнению, в ней звучит стройный гармоничный аккорд красного, где доминанта дополняется другими, более приглушёнными, тёмными или, наоборот, светлыми тонами. Являющийся границей площадки пунктир напоминает ритм стаккато, сочетание благородного белого цвета костюмов и оливкового (телесного) казалось ей мягким переходом близких звуковых тонов, а тёмно-синие пятна костюмов — резкими низкими нотами, вносящими в классическую мелодию картины скрытый драматизм.
Самые ранние наброски к картине демонстрируют две группы случайно расставленных фигур. Между этими группами стоял спортсмен с записной книжкой; он был центром композиции. Затем художник центральную фигуру изобразил стоящей прямо с вытянутыми в стороны руками, подчёркивая вертикали и горизонтали линиями ковра, гимнастического коня и брусьев. В конце концов, у Жилинского возникла идея построить композицию в форме латинской буквы N. Эта «буква N» (с несколько выгнутой наружу левой стороной) заметна в ряде карандашных эскизов, а также в эскизе, сделанном красками. В первом варианте картины (его размер — восемьдесят сантиметров в высоту), экспонированном на выставке работ, предназначенных для художественной лотереи, «буква» была «уже достаточно размыта». Художник, по словам Павлова, непроизвольно ввёл в композицию элементы кругового движения, что особенно подчёркивалось изображением большого круга на полу. В окончательном (большом) варианте картины этот круг исчез, но усилилось спиральное расположение фигур. Жилинский, по его собственным словам, до самого конца стремился ориентироваться на более статическую композиционную схему, обозначенную им самим буквой N. Однако творческий процесс, определяющийся, по мнению Павлова, и работой подсознания, заставил его остановиться на более динамической композиции. Сам художник не отрицал, что в основе его композиции оказалась спираль, но при этом подчёркивал, что она появилась помимо его воли. Павлов считал, что окончательный вариант композиции сочетал конструктивную статику и живую динамику.
Виктор Манин считал, что композиция картины строится по линии синусоиды, согласно двум планам — крупном (нижнему) и мелкому (верхнему). Разнообразие ритма даёт картине скрытую подвижность. В другой своей книге, посвящённой творчеству Жилинского, Манин писал, что синусоида, которую строит художник на картине, направлена снизу вверх, это позволяет зрителю смотреть на персонажей сверху вниз, что, в свою очередь, даёт возможность художнику представить гимнастов в полный рост и каждого в отдельности как индивидуальность «с особым характером». Он также указывал на «изящность фигурок» гимнастов.

### Изображение пространства на картине «Гимнасты СССР»
Пространство полотна является единым. Однако, по мнению Павлова, из-за того, что точка зрения, взятая автором, весьма высока, а силуэты персонажей параллельны плоскости картины (даны без учёта высокой точки зрения), фигуры приобретают ярусность. Это усиливает впечатление плоскостности и декоративности (и одновременно делает женские фигуры по сравнению с мужскими особенно миниатюрными). Более светлый красный ковёр на заднем плане резко отделён по цвету от первого плана. Поэтому пространство, в котором находятся мужчины, кажется отделённым от пространства заднего плана, где присутствуют женщины. Впечатление декоративной плоскостности дополняет деталь — ящичек на ножках, в котором находится порошок для натирания рук. Он лишён перспективного сокращения, это также подрывает впечатление перспективной достоверности и поэтому усиливает декоративность полотна.
Виталий Манин также отмечал, что картина прописана плоскостно, а объёмы намечены слабым оттенением белого цвета. Ольга Балдина также отмечала, что пространство на картине условно, а «фигуры образуют некий знак, развёрнутый на плоскости с высоким горизонтом».

### Колористическое решение картины Жилинского
Платон Павлов обращал внимание, что художник очень скупую тональную моделировку использовал только для изображения лиц, плеч и рук своих героев — там, где присутствует обнажённое тело. Поверхность пола, ковры и одежду он изобразил как декоративные красочные пятна без тональной и почти без светотеневой моделировки.
Кронид Ческидов писал о картине:

«Сама цветовая композиция произведения динамична и импульсивна. Фоном служит пол спортивного зала, показанный с верхней точки. Здесь господствует геометрически строгая мозаика обширных малиновых, вишнёвых, красных цветовых зон, которые контрастно выделяют фигуры гимнастов в белой форме и гимнасток в тёмных трико. Если телесные тона несколько смягчают колорит, то синие костюмы тренеров придают ему ещё большую интенсивность».— Кронид Ческидов. Художник и олимпийская Москва
Художник большое значение придавал цвету в картине. Он писал: «В таких работах, например, как „У моря“ или „Гимнасты СССР“, мне хотелось показать не данный момент, а сущность изображаемого, его цвет, существующий независимо
от состояния и освещения. Я стремился при моделировке фигур и передаче характеров персонажей сохранить локальность цветовых пятен, чёткость их силуэтов, избегая теней, особенно падающих».
Виктория Лебедева выделяла три цветовые темы картины — красную, коричневую и белую. Мужские фигуры в белых костюмах выделяются на ярком фоне ковров. Графический ритм силуэтов вносит в это спокойствие элемент тревоги, ожидания, напряжения. Красная заливка в верхней части полотна выделяет руки, плечи и головы гимнастов. Красный цвет одного из костюмов проходит до нижней части картины.
Виталий Манин отмечал новаторство живописного решения картины: локальный цвет ложится широкими плоскостями, линия отмечает силуэты, фигуры персонажей не объёмны, но «полутональная живопись достаточна, чтобы намекнуть на объёмность голов», красный цвет положен «заливками», пространство, по словам искусствоведа, строится благодаря «активизации цвета» и «сокращению калибра фигур по мере удаления».

## Комментарии
1. ↑  Виктора Лисицкого художник изобразил ещё на двух своих картинах: «Адам и Ева» (1979, Виктор и Татьяна Лисицкие на ней держат своё изображение в образе персонажей Ветхого Завета) и «Портрет Виктора Лисицкого» (1984)[32]. Виктор Лисицкий и сам занимался живописью, по словам Жилинского, «рисовал „Гимнастов“». Он хотел участвовать в выставке вместе с профессиональными художниками. Дмитрий Жилинский отнёсся к этому с иронией. Он вспоминал о своём ответе Лисицкому: «Витя, вот ты выступал на международных состязаниях. Представь, вы делаете все эти упражнения. И вот я выхожу. Я с трудом подтягиваюсь 3—5 раз, с трудом поднимаю ноги. Как я буду выглядеть?»[13] В другом своём интервью Жилинский совсем по-иному рассказывал о живописном творчестве спортсмена: «Какой творческой натурой он был в своей любимой гимнастике, таким и проявил себя на новом поприще… Тонкое восприятие, чистота линий, стилистическая неожиданность, простота и естественность, сейчас это редчайшее качество. Его преимущество в том, что он не профессионал, а любитель, работающий на уровне профессионалов. У него живое детское восприятие окружающего мира. И это здорово! Школа учит рисовать глазом, а он пишет душой, сердцем, оттого этот самый глаз не замылен, свеж»[33].
2. ↑  Подробно о конструктивизме в тканях Любови Поповой и Варвары Степановой — см.: Туловская Ю.. Текстильные эскизы Поповой и Степановой. Сопоставление. Tatlin. Официальный сайт издательства (24 октября 2016). Дата обращения: 4 февраля 2019.